# هلموت اشمیت
هلموت هاینریش والدمار اشمیت (به آلمانی: Helmut Heinrich Waldemar Schmidt) (زادهٔ ۲۳ دسامبر ۱۹۱۸ – درگذشتهٔ ۱۰ نوامبر ۲۰۱۵) سیاستمدار، اقتصاددان و نظریه‌پرداز آلمانی از حزب سوسیال دموکرات آلمان بود. او بین سال‌های ۱۹۷۴ تا ۱۹۸۲ (میلادی) صدراعظم آلمان غربی بود و سابقهٔ وزارت دفاع، وزارت دارایی، وزارت اقتصاد و وزارت خارجه را نیز دارد. اشمیت در ابتدای دوران فعالیت سیاسی خود شهردار اعظم هامبورگ شد (شهر هامبورگ ایالت محسوب می‌شود). اشمیت در سال‌های آخر عمر چندین کتاب در رابطه با سیاست و اقتصاد نوشت که اکثر آن‌ها به زبان‌های دیگر، به‌خصوص انگلیسی ترجمه شده‌اند. وی طبق نظرسنجی‌های مختلف محبوب‌ترین صدراعظم و محبوب‌ترین سیاستمدار آلمان پس از جنگ جهانی دوم در بین مردم آلمان است.
او به عنوان صدراعظم بر امور بین‌الملل تمرکز کرد و به دنبال «اتحاد سیاسی اروپا در مشارکت با ایالات متحده» و ارائه پیشنهادهایی بود که منجر به تصمیم دوطرفه ناتو در سال ۱۹۷۹ برای استقرار موشک‌های پرشینگ II آمریکا در اروپا شد. او یک دیپلمات پر انرژی بود که به دنبال همکاری اروپایی و هماهنگی اقتصادی بین‌المللی بود و نیروی پیشرو در ایجاد سیستم پولی اروپا در سال ۱۹۷۸ بود.
او در سال ۱۹۸۶ پس از درگیری با جناح چپ حزب سوسیال دموکرات آلمان که در مسائل دفاعی و اقتصادی با او مخالف بود، از پارلمان بازنشسته شد.

## فعالیت حرفه ای
اشمیت در سال ۱۹۴۶ به حزب سوسیال دموکرات آلمان (SPD) پیوست و از سال ۱۹۴۷ تا ۱۹۴۸ رهبر اتحادیه سوسیالیست دانشجویان آلمان، سازمان دانشجویی SPD بود. پس از فارغ‌التحصیلی از دانشگاه هامبورگ، جایی که در آن اقتصاد خواند، برای دولت ایالت شهر هامبورگ کار کرد و در دپارتمان سیاست اقتصادی کار کرد. از سال ۱۹۵۲، تحت رهبری کارل شیلر، او یک شخصیت بلندپایه بود که ریاست وزارت اقتصاد و حمل و نقل ایالت هامبورگ را بر عهده داشت.
او با مدیریت مؤثر خود در وضعیت اضطراری ناشی از سیل سال ۱۹۶۲ که طی آن ۳۰۰ نفر غرق شدند، به عنوان یک Macher (انجام دهنده) شهرت یافت - کسی که کارها را بدون توجه به موانع انجام می‌دهد. اشمیت از تمام ابزارهایی که در اختیار داشت برای کاهش وخامت اوضاع استفاده کرد، حتی زمانی که این به معنای تجاوز از اختیارات قانونی او بود، از جمله به‌کارگیری پلیس فدرال و واحدهای ارتش (با نادیده گرفتن ممنوعیت استفاده از ارتش برای «امور داخلی» در قانون اساسی آلمان؛ در سال ۱۹۶۸ بند "به استثنای بلایا" اضافه شد). اشمیت در تشریح و دفاع از اقدامات خود گفت: "من مسئول این واحدها نشدم - من مسئولیت آنها را بر عهده گرفتم!"
در سال ۱۹۶۵ او مجدداً به عنوان نماینده بوندستاگ انتخاب شد. در سال ۱۹۶۷، پس از تشکیل ائتلاف بزرگ بین SPD و اتحادیه دموکرات مسیحی آلمان (CDU)، او رئیس پارلمانی حزب سوسیال دموکرات شد و این سمت را تا انتخابات ۱۹۶۹ حفظ کرد.
در اکتبر ۱۹۶۹ به عنوان وزیر دفاع وارد دولت ویلی برانت شد. در ژوئیه ۱۹۷۲، او جانشین کارل شیلر به عنوان وزیر اقتصاد و دارایی شد، اما در نوامبر ۱۹۷۲، بخش اقتصاد جدا شد، و دوباره به یک وزارتخانه جداگانه تبدیل شد. اشمیت وزیر دارایی باقی ماند و با چشم‌انداز افزایش تورم مواجه شد.

## صدراعظم آلمان
اشمیت در ۱۶ مه ۱۹۷۴، پس از استعفای برانت در پی رسوایی جاسوسی، صدراعظم آلمان غربی شد. رکود اقتصادی در سرتاسر جهان مشکل اصلی دولت او بود و اشمیت در کاهش هزینه‌های عمومی موضعی سخت و منضبط اتخاذ کرد. اشمیت در بهبود روابط با فرانسه نیز فعال بود. او به همراه رئیس‌جمهور فرانسه والری ژیسکار دستن یکی از پدران گروه هشت بود که اولین اجلاس آن در سال ۱۹۷۵ برگزار شد. او پس از انتخابات فدرال ۱۹۷۶ در ائتلاف با حزب دموکرات آزاد آلمان (FDP) به عنوان صدراعظم باقی ماند.
او یک مشی سخت و سازش‌ناپذیر با افراط گرایان فراکسیون ارتش سرخ (RAF) اتخاذ کرد. در اکتبر ۱۹۷۷، او به یک واحد ضد تروریستی از پلیس گارد مرزی فدرال دستور داد تا به ربودن یک هواپیمای لوفت‌هانزا به نام Landshut توسط تروریست‌های فلسطینی، که برای آزادی رهبران زندانی RAF، پس از فرود در موگادیشو، سومالی ترتیب داده شده بود، پایان دهند. سه نفر از چهار آدم‌ربا در جریان حمله به هواپیما کشته شدند، اما همه ۸۶ مسافر بدون آسیب نجات یافتند.
اشمیت در نوامبر ۱۹۸۰ مجدداً به عنوان صدراعظم انتخاب شد. اشمیت با نگرانی از تهاجم شوروی به افغانستان و برتری موشک‌ی شوروی در اروپای مرکزی، پیشنهاداتی داد که منجر به تصمیم ناتو دربارهٔ استقرار موشک‌های هسته‌ای میان‌برد در اروپای غربی در صورت عدم خلع سلاح شوروی
شد. این تصمیم مورد پسند مردم آلمان قرار نگرفت و تظاهرات گسترده ۴۰۰۰۰۰ نفری در اکتبر ۱۹۸۱  علیه آن برگزار شد.
اشمیت اولین رهبر جهانی بود که از فرانسوا میتران رئیس‌جمهور تازه منتخب فرانسه که در ژوئیه ۱۹۸۱ از بن بازدید کرد، تماس گرفت. این دو در مورد مسائل سیاست خارجی و روابط با ایالات متحده و اتحاد جماهیر شوروی «توافق کامل» یافتند، اما در مورد مسائل تجاری و اقتصادی اختلاف نظر داشتند.
در ۱۷ سپتامبر ۱۹۸۲، ائتلاف دولت از هم پاشید و چهار وزیر FDP کابینه او را ترک کردند. اشمیت همچنان به رهبری یک دولت اقلیت متشکل از اعضای SPD ادامه داد، در حالی که FDP برای ائتلاف با CDU/CSU مذاکره کرد. در این مدت اشمیت ریاست وزارت امور خارجه را نیز بر عهده داشت. در ۱ اکتبر ۱۹۸۲، پارلمان رای عدم اعتماد را تصویب کرد و هلموت کهل رئیس CDU را به عنوان صدراعظم جدید انتخاب کرد. این تنها بار در تاریخ جمهوری فدرال بود که صدراعظم به این روش از سمت خود برکنار شد.

## درگذشت

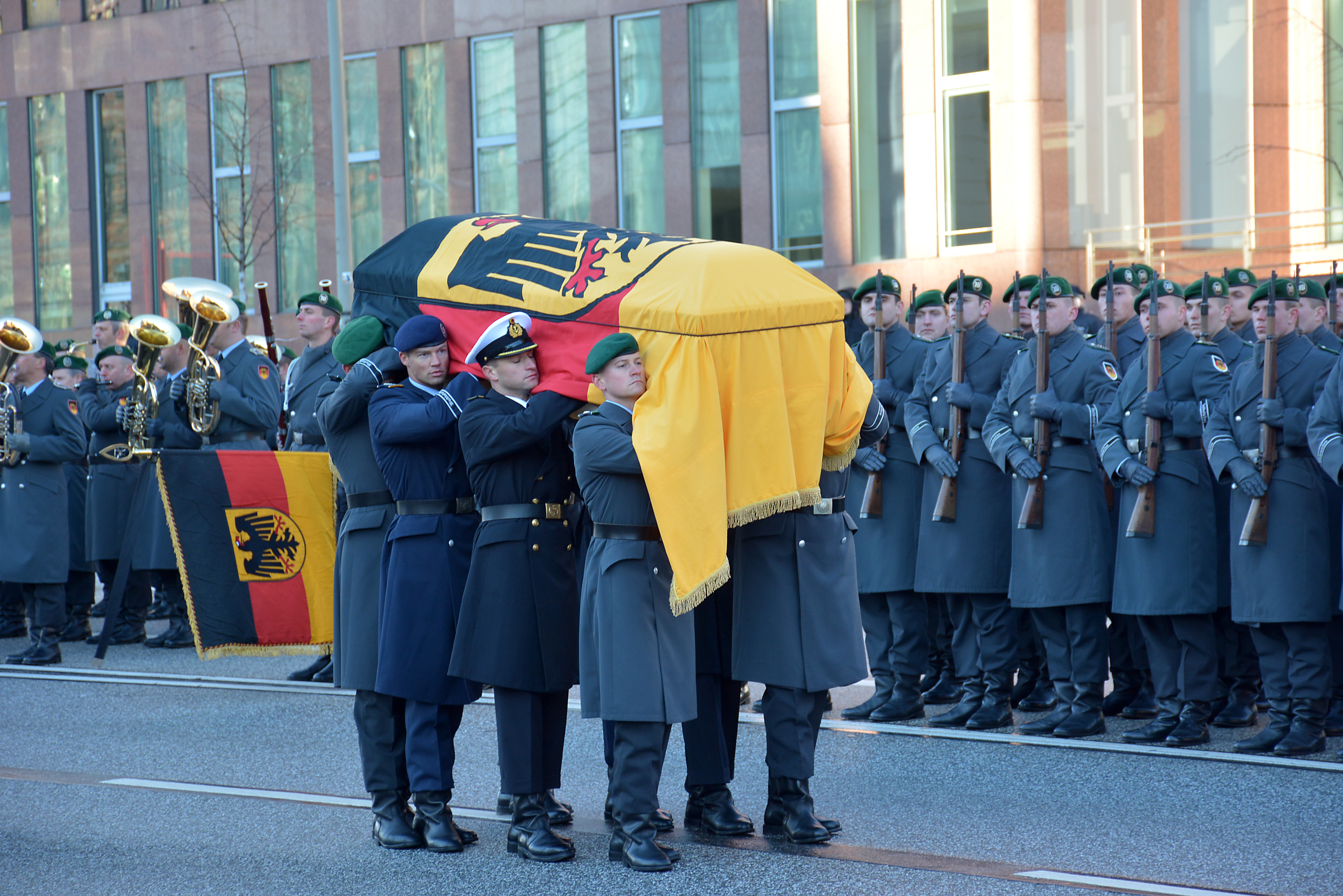
تشییع جنازه هلموت اشمیت، ۲۳ نوامبر ۲۰۱۵

اشمیت در ۱۰ نوامبر ۲۰۱۵، در سن ۹۶ سالگی در هامبورگ درگذشت. مراسم تشییع جنازه اشمیت در ۲۳ نوامبر در کلیسای سنت مایکل پروتستان (لوتری) هامبورگ، برگزار شد. آنگلا مرکل، صدراعظم آلمان، در سخنانی خطاب به عزاداران گفت: "جای خالی او حس خواهد شد. او یک ناظر و مفسر زیرک بود، و شهرت او در قابل اعتماد بودن بی دلیل نبود." هنری کیسینجر، وزیر امور خارجه پیشین ایالات متحده، از جمله کسانی بود که صحبت کردند. او که به زبان آلمانی صحبت می‌کرد، اشمیت را به خاطر "بینش و شجاعت" بر اساس اصول "عقل، قانون، صلح و ایمان" ستود و گفت که اشمیت "نوعی وجدان جهانی" بوده‌است. سایر مهمانان عبارت بودند از صدراعظم سابق گرهارد شرودر، روسای جمهور سابق کریستین وولف، هورست کوهلر، رومن هرتزوگ و اولاف شولتس شهردار هامبورگ.